# Glühbier
Glühbier ist ein alkoholisches Heißgetränk, das ähnlich dem Glühwein bevorzugt in der Winterzeit konsumiert wird und mit verschiedenen Gewürzen versetzt ist.
Ein spezielles Glühbier gibt es in Belgien, wo es als warmes Kirschbier ("Glühkriek", aus dem Flämischen kriek=Sauerkirsche) als Alternative zu Glühwein verkauft wird. Dort wurde es von der St. Louis Brauerei Anfang der 1990er-Jahre entwickelt und später als Fassbier im belgischen Inland, zunehmend aber auch im Ausland vermarktet. Die Grundlage für dieses Glühbier bildet das Bruin-Bier ("Braun- bzw. Dunkelbier") aus der Region um Oudenaarde. Dessen süßsaurer Geschmack wird während der Zeit der Kirschernte im Spätsommer mit Kirschsaft erzeugt. Das daraus entstehende Mischgetränk reift in etwa 6–12 Monaten im Eichenfass, bevor es als Kirschbier (mit typisch roter Farbe und deutlich vorhandenem Kirscharoma) weiterverarbeitet werden kann. Versetzt wird das belgische Kirschbier mit Honig bzw. braunem Zucker als Süßstoff sowie verschiedenen Gewürzen. Als Gewürze eignen sich typisch weihnachtliche Gewürze wie etwa Nelken, Sternanis, Kardamom und Zimt. Außerdem kann Rum beigefügt werden. Als Alternative zum Kirschsaft wird mitunter auch Orangensaft zur Herstellung angewandt. Der Gärungsprozess wird nach der Zugabe der Gewürze noch weiter fortgesetzt, um den Gewürzen ihr Aroma zu entziehen. 
Auch in Polen ist Glühbier sehr beliebt und wird Grzane piwo genannt.